# 's Herenelderen
 's Herenelderen is een dorp in de Belgische provincie Limburg en een deelgemeente van de stad Tongeren-Borgloon, het was een zelfstandige gemeente tot aan de gemeentelijke herindeling van 1971.
's Herenelderen is gelegen in vochtig-Haspengouw op vijf kilometer ten noordoosten van Tongeren. De Demer, die in het naburige Ketsingen ontspringt, stroomt door het dorp. De oostgrens wordt gevormd door de autosnelweg E313 terwijl ook spoorlijn 34 van Hasselt naar Luik-Guillemins door het dorp loopt. Het station is echter reeds lang gesloten.

## Etymologie
's Herenelderen werd voor het eerst vermeld in 1233. Het vormde samen met Genoelselderen een gebied onder de naam Aldor. Dit woord staat mogelijk voor elzenbomen of -misschien- voor altaren. Het voorvoegsel  's Heren kwam in gebruik na de afsplitsing van Genoelselderen in 1261. Toen was er sprake van Eldris domini Wilhelmi, ofwel het Elderen van Heer Willem, wat waarschijnlijk betrekking had op Willem van Hamal, welke in 1279 overleed.

## Geschiedenis
Bewoning van de omgeving van dit dorp werd al aangetoond door Romeinse vondsten uit de 4e eeuw, waaronder resten van een villa. Aansluitend kwamen de Franken, getuige een Frankische grafvondst. Een Romeinse weg van Tongeren naar Rosmeer liep door dit gebied.
's Herenelderen was een Loons leen. Rond 1300 werden ook Schalkhoven en Sint-Huibrechts-Hern eigendom van de familie van Hamal. Het gebied bleef in het bezit van deze familie tot 1501 toen het overging in handen van een tak van het huis Renesse die wel de Belgische tak of Van Renesse van Elderen wordt genoemd.
Ook kerkelijk werd 's Herenelderen in 1261 een zelfstandige parochie. Voordien was het dorp afhankelijk van de parochie Berg.
's Herenelderen werd in de Franse tijd een zelfstandige gemeente en leefde voornamelijk van de landbouw. In de tweede helft van de 20e eeuw werd het dorp een woongemeente door lintbebouwing langs de weg van Tongeren naar Kleine-Spouwen. In 1971 verloor het dorp zijn zelfstandigheid en ontstond de fusiegemeente Elderen, bestaande uit 's Herenelderen, Genoelselderen en Membruggen. In 1977 werd Elderen reeds ontbonden: 's Herenelderen (het gedeelte ten westen van de E313) werd bij Tongeren gevoegd, terwijl Genoelselderen en Membruggen (het gedeelte ten oosten van de E313) bij Riemst gevoegd werden.

## Demografische ontwikkeling
- Bronnen:NIS, Opm:1831 tot en met 1961=volkstellingen

## Bezienswaardigheden

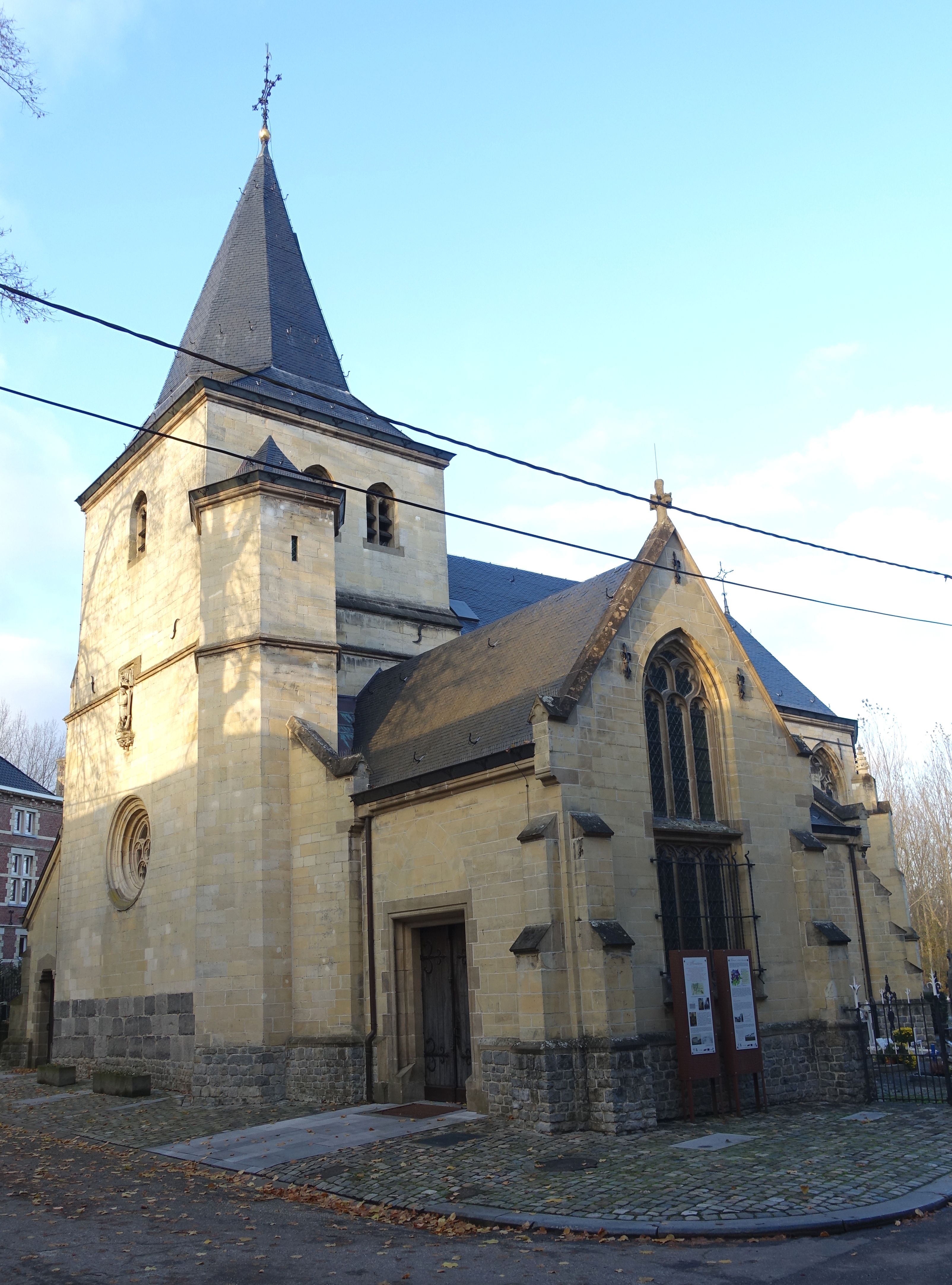
De Sint-Stefanuskerk

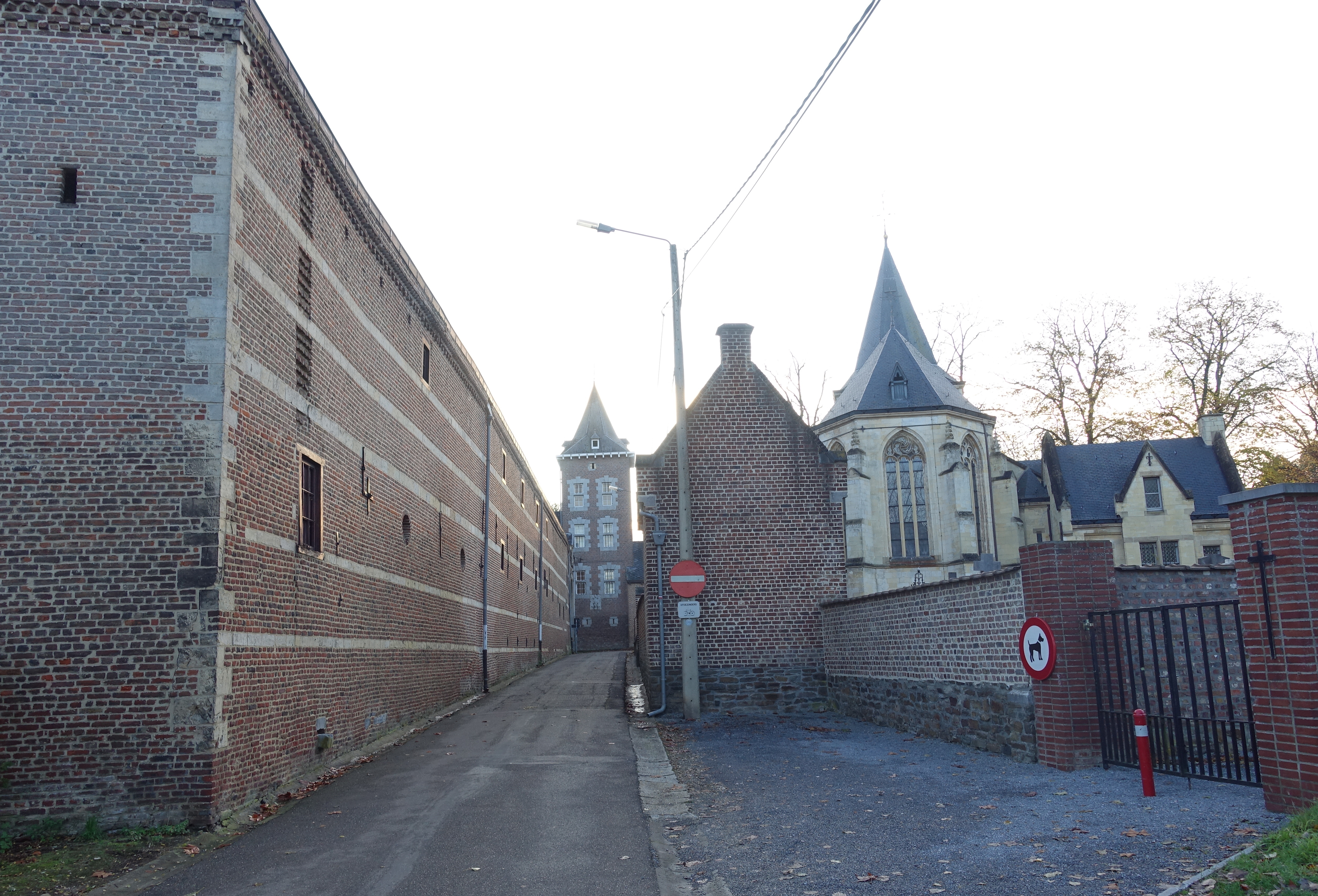
Sint-Stefanusstraat met kasteelhoeve en kerk

- Het dorpsgezicht wordt bepaald door de laatgotische Sint-Stefanuskerk. De kerk is gebouwd in mergelsteen en is sinds 1935 een beschermd monument. Het interieur bestaande uit onder andere een 16e-eeuws retabel is waardevol.
- Verder staat in het dorp nog het waterkasteel van Renesse gebouwd in laatgotische, Maaslandse renaissance en barokke stijl. Het kasteel is U-vormig en is omgeven door een park met vijver. De kasteelhoeve is langs de weg gelegen en heeft een poortgebouw en verder nog 2 hoektorens in Maaslandse renaissancestijl.

## Natuur en landschap
's Herenelderen ligt in vochtig-Haspengouw op een hoogte die varieert tussen 67 m, waar de Molenbeek in de Demer vloeit, en 100 m, nabij de Hommelenberg waarvan de top (103 m) zich in het nabijgelegen Ketsingen bevindt. Het dorp ligt aan de bovenloop van de Demer, welke in Ketsingen ontspringt en waaraan het Kasteel van 's Herenelderen ligt. Meer naar het westen ligt de 's Herenelderenbeek, die in het Molsterbos bij Henis ontspringt en ten noorden van 's Herenelderen, in het Papenbos, in de Demer uitmondt.

## Mobiliteit

### Auto
Door 's Herenelderen loopt de N758 van Tongeren tot Kleine-Spouwen.

### Fiets
Parallel met de spoorweg, loopt door 's Herenelderen ook de F76 fietssnelweg tussen Genk en Tongeren.

### Bus
Er lopen drie buslijnen door het dorp.
- De Tongerse stadslijn T1 met een frequentie van 60 minuten. 's Morgens vroeg en 's namiddags zijn er extra ritten.
- De Tongerse stadslijn T2 met een frequentie van 60 minuten. 's Morgens vroeg en 's namiddags zijn er extra ritten.
- Voor en na schooltijd rijdt ook lijn 34a tussen Bilzen en Tongeren.

## Bekende 's Herenelderenaren
- Jos Daerden, voetballer en voetbaltrainer
- Koen Daerden, voetballer
- Clément de Renesse-Breidbach, lid van het Nationaal Congres
- Louis-Joseph de Renesse, burgemeester
- Ludolphe-Joseph de Renesse, burgemeester
- Maximilien de Renesse, politicus

## Nabijgelegen kernen
Ketsingen, Henis, Berg, Alt-Hoeselt, Membruggen, Rijkhoven